# José María de Zuaznávar y Francia
José María de Zuaznávar y Francia (San Sebastián, 17 de diciembre de 1764 - San Sebastián, 7 de julio de 1840) fue un magistrado, jurista, historiador y prolífico escritor español que ejerció su profesión en Canarias y en Navarra. 

## Biografía
Era hijo de Juan José Zuaznávar y Camino, diputado general de Guipúzcoa, y de Mariana Joaquina de Francia y Echevarría.
Tras ingresar en 1778, se graduó en derecho por la universidad de Oñate en 1782. En 1784, en Madrid, prosigue sus estudios y, una vez finalizados, fue abogado del Consejo de Castilla en 1786 y fiscal de la Real Audiencia de Canarias en 1791, de donde fue cesado en 1803 por haber dirigido la acusación de fraude en el caso de la quiebra de la Real Tesorería de las islas contra el marqués de Branciforte, comandante general de Canarias y cuñado de Manuel Godoy. 
Académico numerario de la Real Academia de la Historia desde 1809, y supernumerario de la Real Academia Española. Fue nombrado ministro del Tribunal de Contrabando de Navarra en 1819 y llegaría a ser también oidor del Consejo de Navarra, alcalde de casa y corte en Madrid en 1829 y caballero de la orden de Montesa desde 1831.
Zuaznávar. partidario de la eliminación de las instituciones privativas de Navarra, coincidía con absolutistas y con constitucionales, aduciendo motivos diversos como que «el fuero parecía herir la unidad monárquica o porque el fuero navarro no coincidía con otros; porque el fuero parecía un privilegio o porque el fuero era expresión de una libertad». Al tener que desdecirse en 1827 de lo que ya estaba impreso en 1820, no pudo contentar al nuevo gobierno absolutista. Tal ambigüedad llevó a José Yanguas y Miranda, a contestarle en 1833 con su opúsculo La contragerigonza o refutación jocoseria (Panzacola, 1833), arrogándose una amplia superioridad crítica y denunciar los errores históricos y las interpretaciones de Zuaznávar con dureza. Zuaznávar le respondió también «con insultante grosería» en Mis ocios donde califica a Yanguas y Miranda “escribano falsario, masón con título formal que tuvo que escaparse de Navarra y aquí en Bayona nos plantó una tienda de relojería”, además de recordarle que “en San Sebastián se metió a chalán o negociante de toros”.

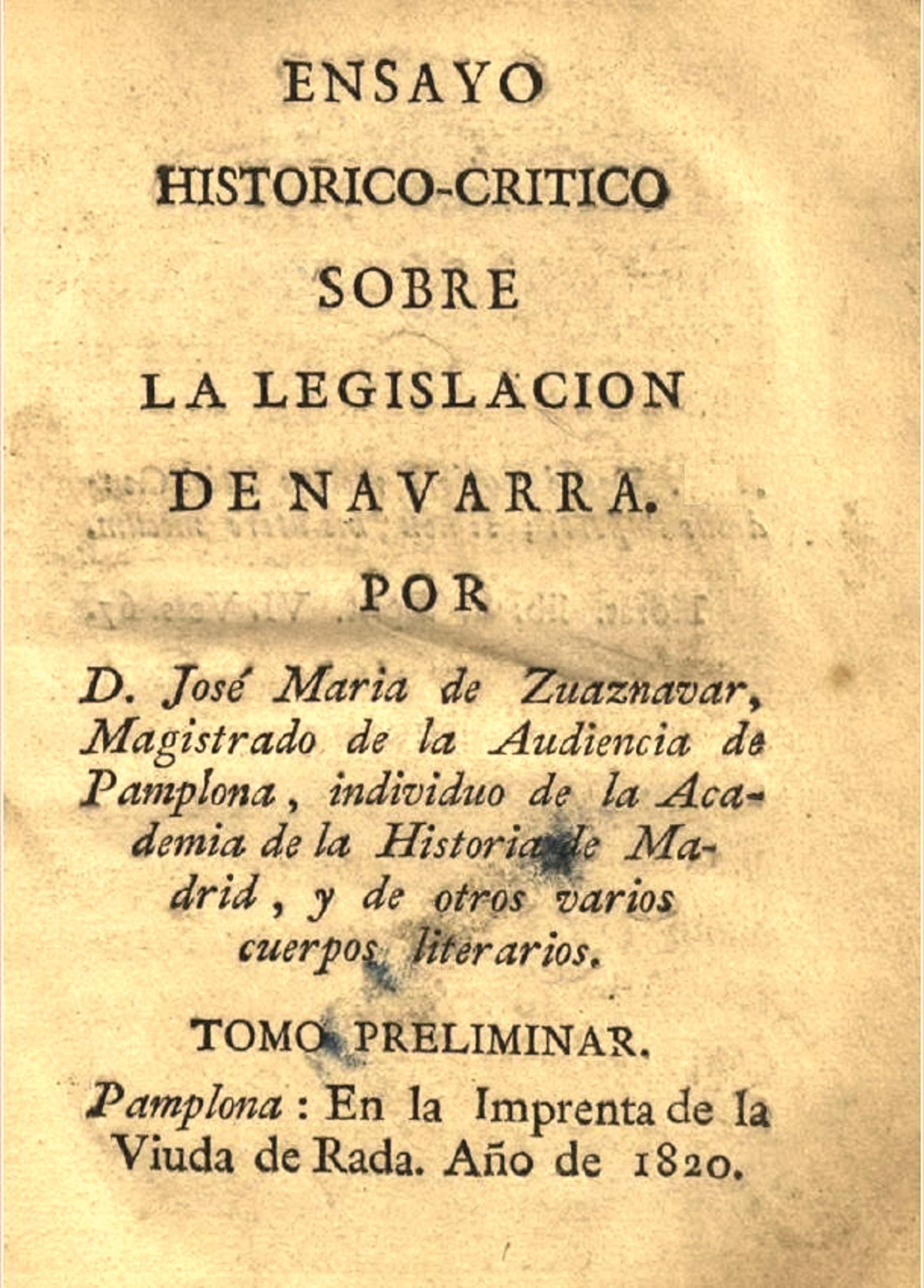
Ensayo histórico-crítico sobre la legislación navarra (1820).

## Obras
Dejó escritas numerosas obras de carácter histórico y jurídico, entre las que destacan:
- Descripción de las islas Canarias en el año de 1791.
- Invasión de la isla de Tenerife por los ingleses en 1797.
- Compendio de la historia de Canarias. Madrid, 1816.
- Los bascongados de las islas Canarias. Pamplona, 1820.
- Estados de la cuestión del comercio interior de granos en el Reyno de Navarra. Pamplona, 1817.
- Discurso sobre el comercio exterior de granos del Reyno de Navarra. Pamplona, 1817.
- Ensayo histórico-crítico sobre la legislación de Navarra. Pamplona, 1820; Sacó una segunda edición San Sebastián, 1827-1829. En este libro se «consagró como anti-foralista para la posteridad» cuando unos años antes «defendió los Fueros guipuzcoanos frente a los ataques de Juan Antonio Llorente.»[4]